# Святополк-Четвертинский, Захарий Григорьевич
Князь Захарий Святополк-Четвертинский (? — ок. 15 августа 1649, под Зборовом) — военный и государственный деятель Речи Посполитой, староста ратиборский (с 1638), подсудок луцкий (1643), ротмистр коронных войск.

## Биография
Представитель волынского княжеского рода Святополк-Четвертинских. Старший сын подкомория луцкого, князя Григория Святополк-Четвертинского (ум. 1651), и Марианны Вкринской.
Владелец Старой Четвертни на Волыни. Впервые упоминается в исторических документах с 1626 года, когда под командованием стражника великого коронного Стефана Хмелецкого сражался против крымских татар под Белой Церковью. В 1629 году принимал участие в боях против татар под Коденицей, Подгайцами и Доброводами.
В 1630 году князь З. Святополк-Четвертинский под командованием гетмана польного коронного Станислава Конецпольского участвовал в подавлении казацко-крестьянского восстания под руководством гетмана Тараса Трясило на Украине, сыграл определенную роль в заключении Переяславского соглашения 1630 года.
В 1633 году он принимал участие в битве с турками-османами под Сасовым Рогом над Прутом. Затем Захарий Святополк-Четвертинский вступил в реестровое казачество, участвовал в 1637 году участвовал в битве с казацким войском гетмана Павлюка и осаде Боровицы. В 1638 году Захарий Святополк-Четвертинский принимал участие в подавлении нового казацко-крестьянского восстания под руководством Якова Острянина и Дмитрия Гуни. В 1644 году участвовал в разгроме крымско-татарской орды в битве под Охматовом, где получил легкое ранение.
В свободное время от войны князь занимался домашним хозяйством и семьей, несколько раз судился со своими соседями-шляхтичами, а также религиозными и политическими вопросами.
Выступал против церковной унии и поддерживал неуниатов. В завещании митрополита Киевского Петра Могилы князь упомянут как один из самых верных сыновей восточной церкви, получил запись с похвалой.
В 1647 году Захарий вместе со своим отцом Григорием подписал документ об избрании митрополитом Киевским Сильвестра Коссова.
В 1629—1630 годах князь З. Святополк-Четвертинский занимался сбором налогов в Волынском воеводстве. В 1638 году получил должность старосты ратиборского. В 1643 году при содействии канцлера великого литовского Альбрехта Радзивилл стал подсудком луцким.
Захарий Святополк-Четвертинский пытался получить должность судьи луцкого, но в 1645 году это ему не удалось. Несколько лет подряд князь устраивал авантюры на луцких сеймиках.
В качестве посла (депутата) от Волынского воеводства князь Захарий Святополк-Четвертинский участвовал в избрании на польский королевский трон Владислава IV в 1632 году, и Яна II Казимира в 1648 году.
Один из доверенных лиц воеводы киевского Адама Киселя при Богдане Хмельницком, в начале 1649 года один из комиссаров Речи Посполитой в переговорах (тайная миссия) с Богданом Хмельницким, из-за чего непосвященные а тайну обвиняли его в предательстве интересов Речи Посполитой.
В 1649 году князь Захарий Святополк-Четвертинский участвовал в осаде Збаража и битве с казацко-татарской армией под Зборовом. Скончался от полученных ран 15 августа 1649 года.

## Семья и дети
Жена — Регина Хреницкая, дочь Михаила Хреницкого, от брака с которой у него было трое сыновей и трое дочерей:
- Князь Анджей, ротмистр королевский (1664)
- Князь Иероним, ротмистр коронных войск
- Князь Григорий (Гедеон) (ум. 1690), епископ Луцкий и Острожский (1663—1685), митрополит Киевский, Галицкий и всея Руси (1685—1690)
- Княжна Теодора
- Княжна Марина
- Княжна Ефросинья